# Chissay-en-Touraine
Chissay-en-Touraine ist eine französische Gemeinde mit 1.076 Einwohnern (Stand: 1. Januar 2022) im Département Loir-et-Cher in der Region Centre-Val de Loire; sie gehört zum Arrondissement Romorantin-Lanthenay und zum Kanton Montrichard Val de Cher. Die Einwohner werden Chisséens und Chisséennes genannt.

## Geographie
Chissay-en-Touraine liegt etwa 31 Kilometer südsüdwestlich von Blois und etwa 34 Kilometer ostsüdöstlich von Tours am Cher, der die Gemeinde im Süden begrenzt. Umgeben wird Chissay-en-Touraine von den Nachbargemeinden Vallières-les-Grandes im Norden, Montrichard Val de Cher im Osten, Faverolles-sur-Cher im Südosten, Saint-Georges-sur-Cher im Süden, Chisseaux im Westen sowie Souvigny-de-Touraine im Nordwesten.

## Demografische Entwicklung
| 1962                       | 1968 | 1975 | 1982 | 1990 | 1999 | 2006 | 2018 |
| 846                        | 856  | 850  | 846  | 871  | 916  | 1020 | 1103 |
| Quellen: Cassini und INSEE |      |      |      |      |      |      |      |

## Sehenswürdigkeiten

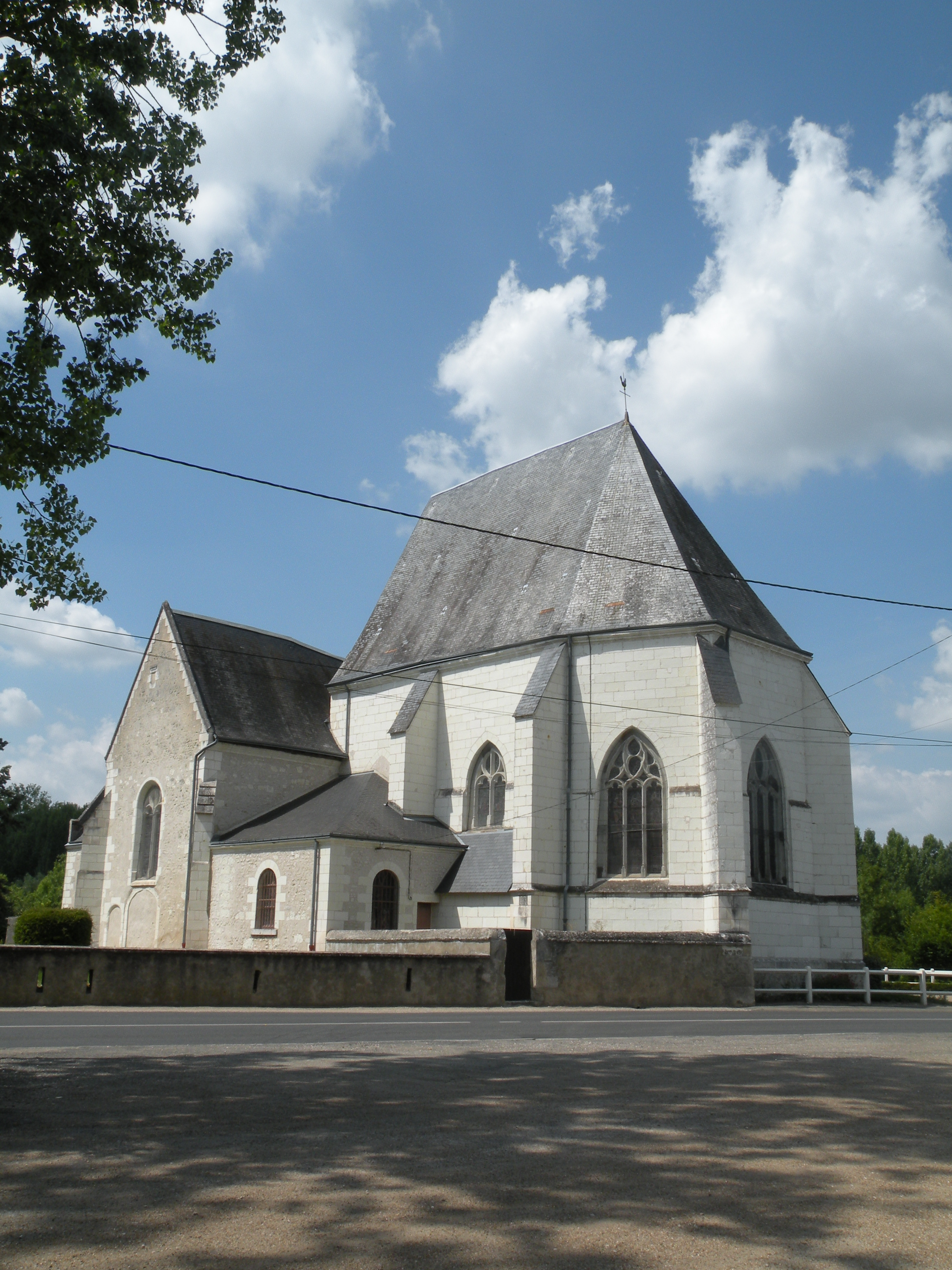
Kirche Saint-Saturnin
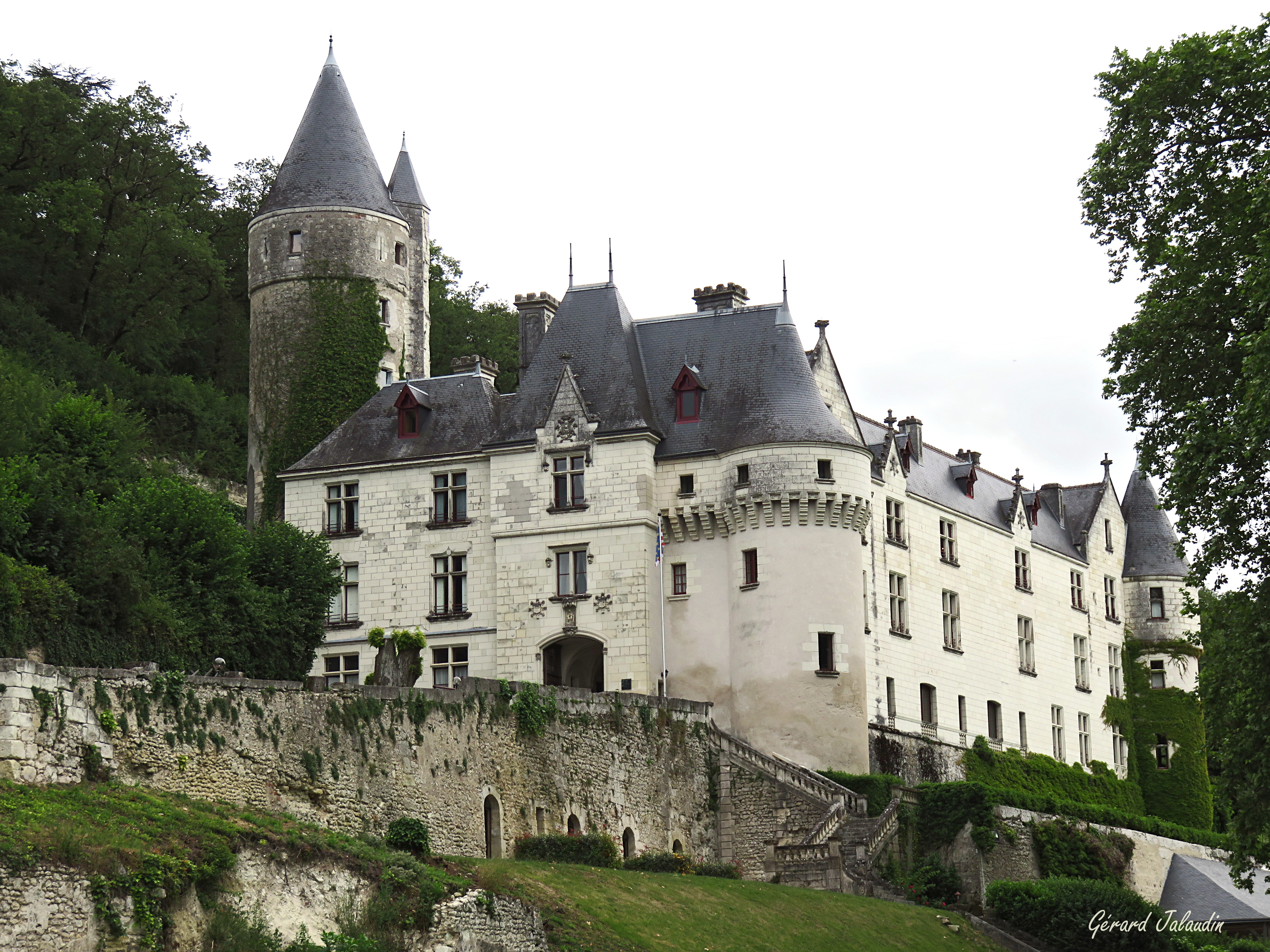
Schloss Chissay
- Schloss La Ménaudière

- Kirche Saint-Saturnin
- Schloss Chissay